# Sinanpaşa
Sinanpaşa, trước có tên là Sincanlı, là một huyện thuộc tỉnh Afyonkarahisar, Thổ Nhĩ Kỳ. Huyện có diện tích 853 km² và dân số thời điểm năm 2007 là 42651 người, mật độ 50 người/km².